# Ted Panken
Ted Panken is een Amerikaanse schrijver en jazzjournalist. Hij schrijft onder meer voor Down Beat, Jazziz, and Jazz Times. Van 1985 tot 2008 maakte hij radioprogramma's met jazz en creative music voor het radiostation WKCR in New York. Hij heeft meer dan 500 hoesteksten geschreven en geschreven voor New York Daily News en het inmiddels ter ziele gegane jazz.com e-zine. Panken is een lid van het nominatiecomite voor de Jazz Journalists Association's Critics' Choice Awards.